# زايون و لينوكس
زايون و لينوكس (بالإسبانية: Zion & Lennox) هما ثنائي موسيقي بورتوريكي من كارولينا ، بورتوريكو. أصدر زايون و لينوكس أول ألبوم استوديو لهما بعنوان Motivando a la Yal تحت إشراف White Lion Records. بعد ألبومهما الأول، قرر كلاهما بدء علامتهما التجارية الخاصة، Baby Records Inc. يتكون الثنائي من فيليكس أورتيز (زايون) و غابرييل بيزارو (لينوكس). يعتبر زايون و لينوكس من رواد موسيقى الريغيتون الرومانسي.

## حياتهم الشخصية
ولد فيليكس أورتيز تورييغيغابرييل بيزارو في كارولينا، بورتوريكو. التقيا في عام 199زايونيو لينوكس يعيشان في نفس الحي ولديهما مصالح مشتركة في الريغيه تون. سرعان ما أصبح ذوقهم المشترك للموسيقى شغفًا جاداً معًا وبشكل شامل في نوع الريغيه تون،  دعاهم شقيق Lennox ، الفيليكس أورتيز (زايون) و غابرييل بيزارو (لينوكس)ام 2001،زايون و لينوكس أنهم كانوا بالفعل ثغائي منذ ذلك الين 2000.
في حين طور Zion & Lennox اهتمامًا عميقًا بالنوع الجديد خلال تلك الفترة، كان تركيزهما مختلفًا عن الموضوعات الأكثر شيوعًا في المشهد تحت الأرض، فيما يسميان حاليًا بـ «اللمسة التجارية» التي لا تمتلكها الريغيه تون، أي، نوع الكلمات بعيدًا عن العنف والجنس.
منذ ذلك الحين كانوا يتمتعون بشعبية كبيرة في المشهد تحت الأرض، حتى أتيحت لهم أول فرصة عظيمة في الألبوم التجميعي لعام 2003 Desafío من قبل المنتجين Luny Tunes مع Noriega.
كلاهما لهما أقارب من المطربين البارزين في نوع موسيقى الريجايتون. صهيون هو أول ابن عم لمغني الكورس جوري بوي، الذي كان جزءًا من الثنائي نوفا آند جوري،  بينما لينوكس هو شقيق لويس بيزارو، المعروف باسم ماكي رانكس، من ثنائي ريجايتون السابق Yaga y Mackie.

## المسار الفني
لقد كانوا في مجال الموسيقى لفترة طويلة. كان لديهم نجاحات طفيفة مثل "Baila Conmigo" للألبوم التجميعي لعام 2003 "Desafío" و"Me Pones Tensión" للألبوم The Noise: La Biografía. أعطتهم هذه الضربات، جنبًا إلى جنب مع الآخرين في المستقبل القريب وزيادة اللعب الإذاعي، مزيدًا من التقدير. منحهم هذا فرصة للظهور في ألبومات Reggaeton الرئيسية مثل Luny Tunes 'Mas Flow (2003) وMas Flow 2 (2005)، Blin Blin المجلد 1 (2003-4)، Contra la Corriente (2004)، وCazadores ، بريميرا بوسكويدا (2005).
في مايو 2004، أصدروا أول ألبوم منفرد لهم، Motivando a la Yal. مع تحول نوع موسيقى الريجايتون إلى ظاهرة عالمية، زادت شعبية زايون ولينوكس. Motivando a la Yal: تم إصدار الإصدار الخاص بعد عام. يحتوي الإصدار الخاص على أغانٍ جديدة إلى جانب الأغاني المُعاد مزجها من الإصدار السابق، مثل "Don't Stop" و"Bachatéalo" وريمكس لأغنية "Bandida" وريميكس هيب هوب لـ "Yo Voy" مع Miri Ben-Ari وFatman Scoop وبيتبول بعنوان Jump & Spread Out (DJ Precise and Cheeky Starr Version).
كل من زايون ولينوكس نشيطان للغاية مع الأغاني المنفردة.كان زايون أكثر شهرة مع أغاني مثل "Yo Voy a Llegar" لألبوم تجميع Reggaeton منتج DJ Nelson Flow la Discoteka ، و"Alócate" الذي تم إصداره في ألبوم Luny Tunes Mas Flow 2.5، و"Con Ella Me Quedare" الذي صدر في الدفعة الخامسة من سلسلة Alex Gargolas بعنوان Gargolas: The Next Generation. كما أنه حقق نجاحًا جديدًا، "Que Pasara"، لـ DJ Nelson Flow la Discoteka 2. أصدرت Zion ألبومًا منفردًا بعنوان The Perfect Melody في 5 يونيو 2007، مع ظهور فنانين مثل Akon وPlay-n- سكيلز. "The Way She Moves" هي الأغنية الرئيسية من الألبوم وتضم Akon أيضاً أغنية Zun Da Da
و Fantasma. كان لينوكس يعمل على الأغاني في ألبومه الخاص، ولكنه كان أيضًا نشطًا جدًا في جلب فنان جديد إلى علامته التجارية "Toma Enterprise". تم تعيين التسمية لإصدار ألبوم اسمه Los Mero Meros.
بعد ثلاث سنوات من بناء قاعدة المعجبين الخاصة بهم وسمعتها الإيجابية مع مواقع الضيوف وسجلات التجميع، أصدر زايون ولينوكس أول سجل كامل لها، Motivando a la Yal. تضمن السجل أعمال المنتجين المشهورين Luny Tunes وNoriega وNely "El Arma Secreta" وEliel ، وهي بعض من أكثر الأعمال التي يمكن أن يقدمها الأسلوب. بفضل نجاح السجل حيث وصل إلى المخططات بقوة، قام Zion & Lennox بجولة في جميع أنحاء الأمريكتين، وقدم عرضًا أمام جمهور كبير ومقدر. سرعان ما تسبب طلب الصناعة والضغط الشخصي في دفع Zion & Lennox في اتجاهات مختلفة. يتفاخر بجرأة بكونه أحد أعظم المطربين الذين لا ينحدرون من بورتوريكو فحسب، بل من أمريكا اللاتينية كلها، بدأ أورتيز علامة التسجيل الخاصة به، Baby Records ، التي كان يمثلها الرئيس والمدير التنفيذي. يواصل Lennox الظهور كضيف والتعاون مع فناني النوع المهمين. ابتداءً من فبراير 2008، انخرطت Zion y Lennox في جولة «لم الشمل» واعدة بألبوم متابعة في أوائل عام 2010، انضموا ووقعوا عقدًا مع Pina Records الذي يظهر في الألبوم التجميعي Golpe De Estado (2010). في عام 2014، غادر زايون ولينوكس Pina Records بسبب توتر مزاعم مالية مع Ralphy Pina. في عام 2016، بدأوا العمل على ألبومهم الرابع، Motivan2 ، تحت العلامة التجارية الجديدة، Warner Music Latina ، والتي وقعوا عليها صفقة حصرية في ديسمبر 2015. تم إصدار ألبومهم الرابع، Motivan2 ، في 16 سبتمبر 2016 والذي تضمن التعاون مع نيكي جام وجي بالفين وفاروكو ودادي يانكي ومالوما ودون عمر. الفيديو الموسيقي لـ "Otra Vez"، أغنية في هذا الألبوم يشارك فيه جي بالفين، حصد أكثر من 1.0 مليار مشاهدة على اليوتيوب اعتبارًا من يوليو 2020 وتعاونوا مع إنريكيه إغليسياس وديسيمير بوينو في أغنية "Subemé La Radio" وحققت مليارات المشاهدات على اليوتيوب أيضاً.